# Òxid d'estany i indi
L'òxid d'estany i indi (amb fórmula química ITO) és una composició ternària d'indi, estany i oxigen en proporcions variables. Depenent del contingut d'oxigen, es pot descriure com una ceràmica o un aliatge. L'òxid d'estany d'indi es troba normalment com una composició saturada d'oxigen amb una formulació de 74% In, 18% Sn i 8% O en pes. Les composicions saturades d'oxigen són tan típiques que les composicions insaturades s'anomenen ITO amb deficiència d'oxigen. És transparent i incolor en capes fines, mentre que a granel és de color groguenc a gris. A la regió infraroja de l'espectre actua com un mirall semblant a un metall.
L'òxid d'estany i indi és un dels òxids conductors transparents més utilitzats per la seva conductivitat elèctrica i transparència òptica, la facilitat amb què es pot dipositar com una pel·lícula fina i la seva resistència química a la humitat. Com amb totes les pel·lícules conductores transparents, s'ha de fer un compromís entre conductivitat i transparència, ja que augmentar el gruix i augmentar la concentració de portadors de càrrega augmenta la conductivitat de la pel·lícula, però disminueix la seva transparència. L'ITO és un òxid mixt d'indi i estany amb un punt de fusió entre 1526 i 1926. °C (1800–2200 K, 2800–3500 °F), depenent de la composició. El material més utilitzat és un òxid d'una composició de In₄Sn. El material és un semiconductor de tipus n amb un gran interval de banda d'uns 4 eV. L'ITO és alhora transparent a la llum visible i relativament conductor. Té una baixa resistivitat elèctrica de ~10 −4 Ω ·cm, i una pel·lícula fina pot tenir una transmitància òptica superior al 80%. Aquestes propietats s'utilitzen amb gran avantatge en aplicacions de pantalla tàctil com ara telèfons mòbils.

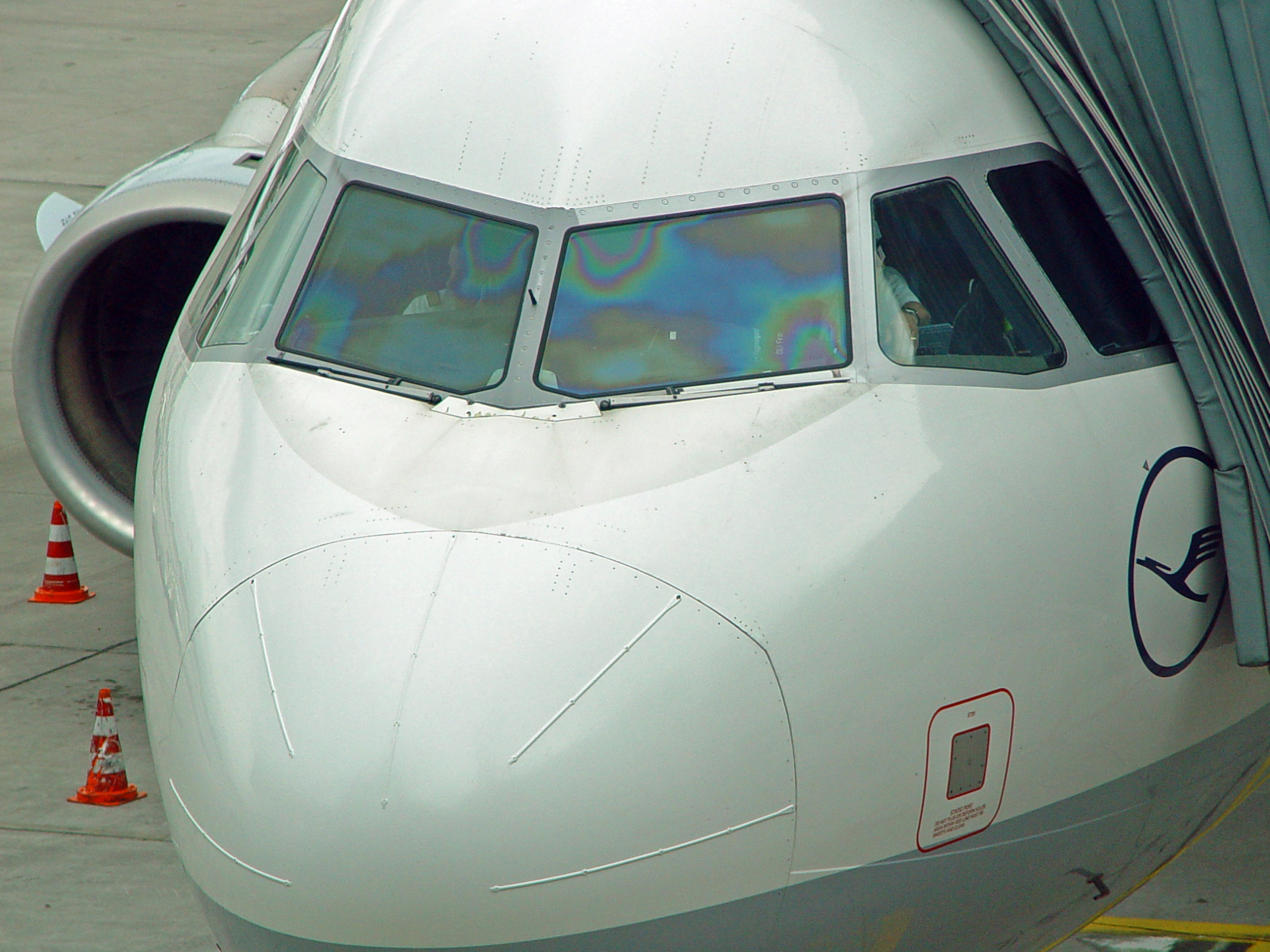
Interferència de pel·lícula fina causada pel recobriment d'ITO a la finestra de la cabina d'Airbus, utilitzada per a la descongelació.